# Wowkowyji
Wowkowyji (ukrainisch Вовковиї; russisch Волковыи Wolkowyji, polnisch Wołkowyje) ist ein Dorf im Südwesten der ukrainischen Oblast Riwne mit etwa 1300 Einwohnern (2001).

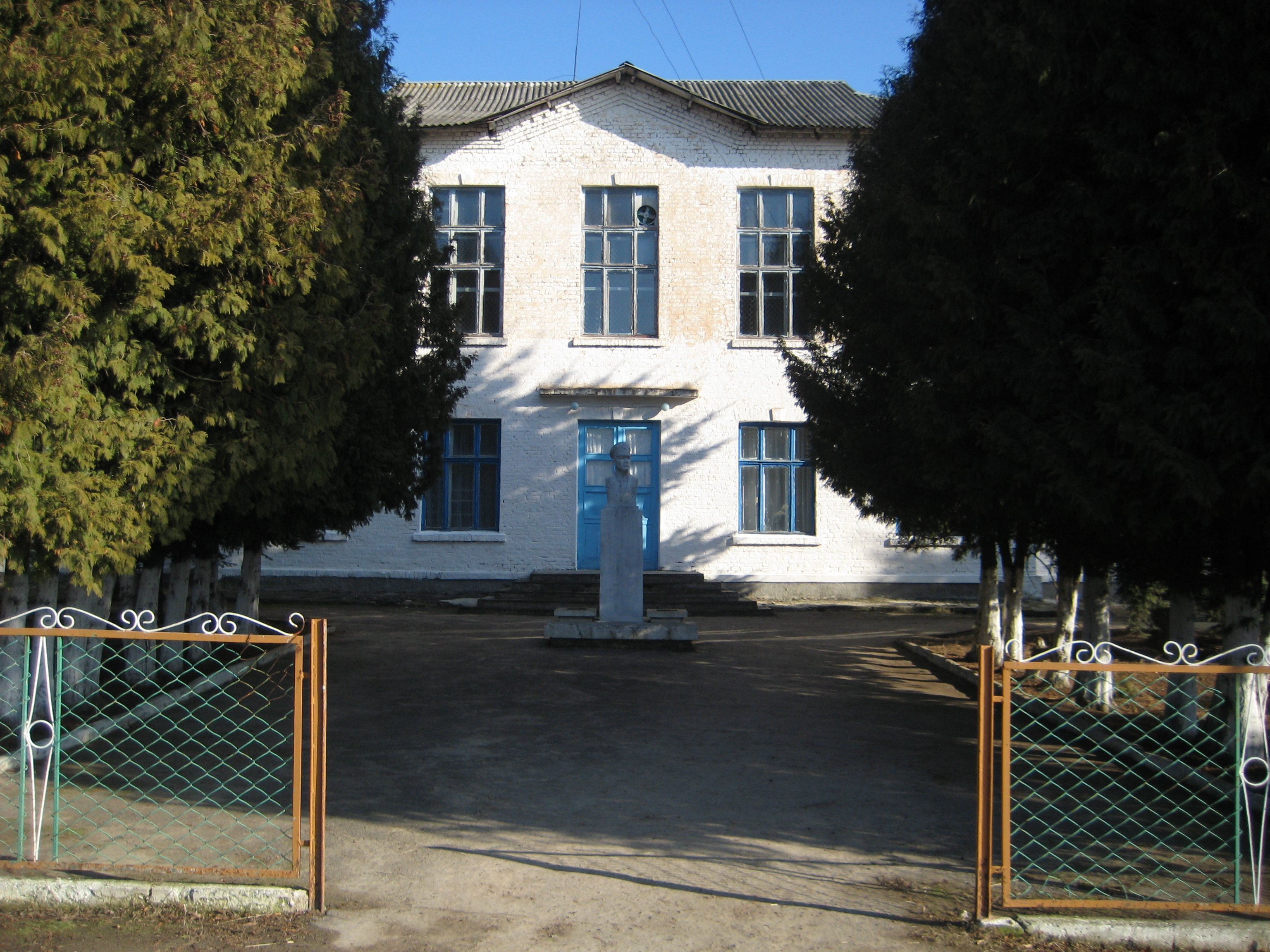
Schule mit einer Büste von Wjatscheslaw Sof 2010

Das erstmals 1545 schriftlich erwähnte Dorf liegt auf einer Höhe von 208 m am Ufer des Schabytschi (Жабичі), einem ca. 22 km langen Nebenfluss des Styr, 8 km südlich vom ehemaligen Rajonzentrum Demydiwka und etwa 80 km südwestlich vom Oblastzentrum Riwne.
Durch das Dorf verläuft die Territorialstraße T–03–03.
Am 12. Juni 2020 wurde das Dorf ein Teil der Siedlungsgemeinde Demydiwka, bis dahin bildete das Dorf  die gleichnamige Landratsgemeinde Wowkowyji (Вовковиївська сільська рада/Wowkowyjiwska silska rada) im Südosten des Rajons Demydiwka.
Am 17. Juli 2020 wurde der Ort Teil des Rajons Dubno.